# Paliga
Paliga é um gênero de mariposa pertencente à família Crambidae.